# Cheilymenia rubra
Cheilymenia rubra är en svampart som först beskrevs av Casimir Roumèguere, och fick sitt nu gällande namn av Jean Louis Emile Boudier 1907. Cheilymenia rubra ingår i släktet Cheilymenia och familjen Pyronemataceae.  Arten är reproducerande i Sverige. Inga underarter finns listade i Catalogue of Life.